# Sadali (fiume)
Il Sadali è un fiume di 25 km che scorre a Sadali, in Sardegna.

## Corso del fiume
Nasce a 1176 m s.l.m. sul monte Su Ferru e sfocia nel Flumendosa nei pressi di Sadali.